# 埃科利沃圣卡米耶
埃科利沃圣卡米耶（法語：Escolives-Sainte-Camille，法語發音：[ekɔliv sɛ̃t kamij]）是法国勃艮第-弗朗什-孔泰大区约讷省的一个市镇，属于欧塞尔区。

## 地理
埃科利沃圣卡米耶（47°43'5"N, 3°36'29"E）面积7.52 平方千米，位于法国勃艮第-弗朗什-孔泰大區约讷省，该省份为法国中北部内陆省份，西接卢瓦雷省，西北接塞纳-马恩省，南至涅夫勒省，东临科多尔省，东北与奥布省接壤。
与埃科利沃圣卡米耶接壤的市镇（或旧市镇、城区）包括：欧塞尔、万塞勒、约讷河畔尚、库朗日拉维讷斯、瑞西、圣布里勒维讷、万斯洛特。
埃科利沃圣卡米耶的时区为UTC+01:00、UTC+02:00（夏令时）。

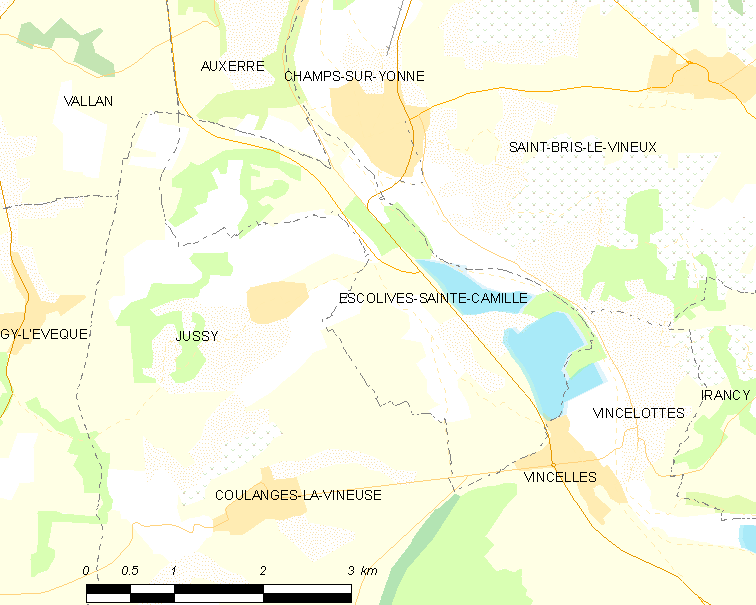
埃科利沃圣卡米耶的OSM定位图

## 行政
埃科利沃圣卡米耶的邮政编码为89290，INSEE市镇编码为89155。

## 政治
埃科利沃圣卡米耶所属的省级选区为万塞勒县。

## 人口

1962-2008年间埃科利沃圣卡米耶人口变化图示

埃科利沃圣卡米耶于2022年1月1日时的人口数量为714人。